# Ситио
Ситио (исп. «место») на Филиппинах — территория, являющаяся частью барангая. Как правило, ситио располагается в сельской местности, обычно далеко от центра самого барангая, и мог бы стать самостоятельным барангаем, если бы его население было достаточно большим. Ситио похожи на пуроки, но последние более урбанизированы и расположены ближе к центру барангая и органам его управления. Термин происходит от испанского слова sitio, означающего «место».
Во время периода испанской колонизации колониальное правительство позволяло менять статус отдельных поселений. Некоторые отдаленные от центров управления поселки были реорганизованы в «ситио», чтобы муниципалитетам и городам было легче управлять через систему барангаев, известную тогда как система Баррио.Ситио не имеют независимой администрации, создаются исключительно для удобства управления и организации.

## Cм. также
- Пурок
- Барангай